# Andrejs Upīts
Andrejs Upīts (ur. 5 grudnia 1877 w Skrīveri, zm. 18 listopada 1970 w Rydze) – łotewski prozaik, dramaturg, krytyk literacki i historyk literatury.

## Życiorys
W dzieciństwie pracował jako świniopas i pastuch, do 1896 uczył się w szkole w rodzinnej wsi, w 1901 zdał egzaminy i uzyskał dyplom nauczyciela domowego. Od 1897 do 1901 pracował w szkole w Mangali, później pracował w kilku rosyjskich szkołach podstawowych, od 1909 współpracował z lokalną opozycyjną gazetą, postanawiając zostać pisarzem. Po rewolucji lutowej brał udział w demonstracjach i mityngach w Rydze, wiążąc się z ruchem rewolucyjnym. Za działalność rewolucyjną został aresztowany i uwięziony. Początkowo przedstawiciel realizmu krytycznego, później zwrócił się w stronę realizmu socjalistycznego, który ugruntował się w łotewskiej literaturze. Pracował na Uniwersytecie Łotwy. Od 1946 był członkiem Akademii Nauk Łotewskiej SRR. W 1951 został członkiem Prezydium Rady Najwyższej Łotewskiej SRR, do 1954 był również przewodniczącym Związku Radzieckich Pisarzy Łotwy.
Główne dzieła: cykl powieściowy Robežnieki (w trzech częściach: 1909, 1912, 1921), ukazujący drogi łotewskiego chłopstwa udziału w rewolucji w Rosji (1905–1907). Opublikował ponadto powieści: Sieviete (1910), Zelts (1914), Renegati (1915–1916), Pērkona pievārtē (1922) i Liść na wietrze (wydanie polskie 1961). 
Za powieść Ziemia zielona (1945, wydanie polskie 1950), przedstawiającą w zgodzie z założeniami socrealizmu obraz wsi łotewskiej w końcu XIX wieku, otrzymał w 1946 r. Nagrodę Stalinowską. 
Pisał też nowele i utwory dramatyczne. Tłumaczył utwory twórców rosyjskich (A. Gribojedowa, N. Gogola, A. Tołstoja), angielskich (W. Szekspir), niemieckich (H. Heine, H. Mann) i francuskich (G. Flaubert).
Bogaty dorobek naukowy Upītsa obejmuje prace z historii literatury łotewskiej i powszechnej.
Został pochowany na Cmentarzu Leśnym w Rydze. 

## Powieści
- 1909: Jauni avoti
- 1910: Sieviete
- 1912: Zīda tīklā
- 1913: Pēdējais latvietis
- 1914: Zelts
- 1915: Renegāti
- 1921: Ziemeļa vējš
- 1922: Perkona pievārtē
- 1926: Pa varavīksnes tiltu
- 1928: Zem naglota papēža
- 1932: Jāņa Robežnieka nāve
- 1934: Vecās ēnas
- 1945: Zaļā zeme (pol. wyd. pt. Zielona ziemia, przekład W. Old, Warszawa 1950)
- 1951: Plaisa mākoņos

## Odznaczenia i nagrody
- Medal Sierp i Młot Bohatera Pracy Socjalistycznej (23 lutego 1967)
- Order Lenina (pięciokrotnie, 31 maja 1946, 20 lipca 1950, 4 grudnia 1957, 1 października 1965 i 23 lutego 1967)
- Order Czerwonego Sztandaru Pracy (czterokrotnie, 23 kwietnia 1943, 17 grudnia 1947, 4 grudnia 1952 i 3 stycznia 1956)
- Nagroda Stalinowska I stopnia (1946)
- Nagroda Państwowa Łotewskiej SRR (1957)
- Ludowy Pisarz Łotewskiej SRR (1943)

I medale.